# قطعنامه ۵۷۸ شورای امنیت
قطعنامه ۵۷۸ شورای امنیت سازمان ملل متحد که در تاریخ ۱۲ دسامبر ۱۹۸۵ تصویب شد، سندی بین‌المللی دربارهٔ قبرس است. این قطعنامه طی نشست ۲۶۳۵ام با ۱۵ موافق، ۰ مخالف و ۰ ممتنع تصویب شد.